# Draisendorf (Regnitzlosau)
Draisendorf ist ein Gemeindeteil der Gemeinde Regnitzlosau im Landkreis Hof (Oberfranken, Bayern).

## Geographie
Das Dorf liegt im Westen des Gemeindegebiets. Nördlich liegt das Nachbardorf Weinzlitz, im Osten Osseck am Wald, im Süden Kühschwitz und im Westen Kautendorf. Über die Kreisstraße HO 4 ist Draisendorf mit Regnitzlosau und der B 15 in Richtung Hof und A 93 verbunden.

## Geschichte
Der Ort wurde im Jahre 1348 erstmals urkundlich erwähnt. Seitdem ist Draisendorf nach Kautendorf gepfarrt. 1402 wurde von Plünderungen und Verwüstungen durch die Vögte von Weida berichtet, die deshalb von den Nürnberger Burggrafen angeklagt wurden. Das Klarissenkloster in Hof und das Kloster Himmelkron, das über die Äbtissin Longa von Kotzau an das Kloster gekommen war, hatten zu dieser Zeit Zinsbauern in Draisendorf. Am 1. Dezember 1910 hatte das Dorf 290 Einwohner. Am 1. Januar 1972 wurde die Gemeinde im Zuge der bayerischen Gemeindegebietsreform aufgelöst. Ihr Gebiet wurde den Gemeinden Regnitzlosau und Kautendorf zugesprochen.
Im Jahre 2007 war Draisendorf Austragungsort der sechsten Hochfrankenspiele.

## Kultur und Sehenswürdigkeiten

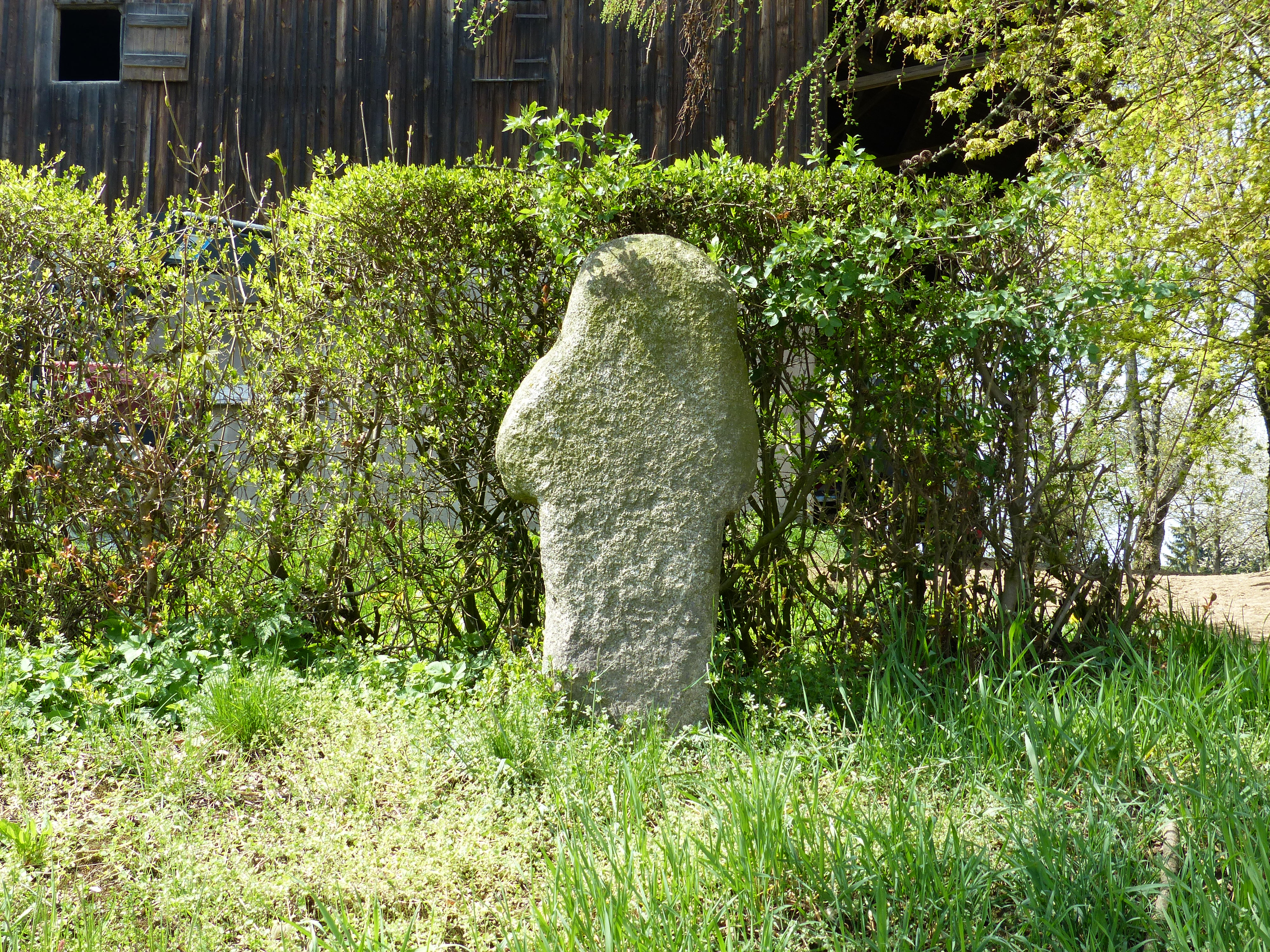
Steinkreuz am westlichen Ortsrand

Die Erbschänke ist ein historisches Gasthaus aus dem Jahre 1398, das typisch fränkische Gerichte und auch Flammkuchen anbietet.
In dem privaten Motorradmuseum hat Günter Mühl 150 historische Zweiräder gesammelt. Die Sammlung ist jeweils am ersten Sonntag im Monat öffentlich zugänglich.